# Matthew Booth
Matthew Paul Booth (Fish Hoek, Ciudad del Cabo, Sudáfrica, 14 de marzo de 1977) es un futbolista sudafricano, aunque también tiene nacionalidad inglesa. Jugaba de defensa y su último equipo fue el Wits University de la Premier Soccer League de Sudáfrica. Fue internacional con la selección de fútbol de Sudáfrica.

## Trayectoria

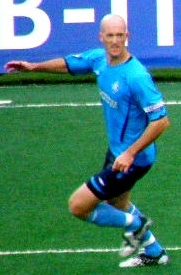
Booth en un partido con el Krylia Sovetov.

Matthew Booth, que actúa de defensa central, empezó su carrera futbolística en las categorías inferiores del Ajax Cape Town. En 1996 debuta con la primera plantilla del club; fue el 25 de febrero en el torneo MTN 8, en el partido Ajax Cape Town 0-1 Mamelodi Sundowns.
En 1998 se une al Mamelodi Sundowns. Con este equipo se proclama campeón de la Premier Soccer League en dos ocasiones: 1998-99 y 1999-00. Al año siguiente consigue llegar a la final de la Liga de Campeones de la CAF 2001, aunque finalmente el título fue a parar al Al-Ahly.
En 2001 se marcha unos meses cedido al Wimbledon Football Club de Inglaterra. 
En 2002 Matthew Booth decide emigrar a Rusia, donde ficha por el FC Rostov (entonces conocido como Rostselmash), equipo que tuvo que realizar un desembolso económico de 500 000 euros para hacerse con sus servicios. Con este equipo llega a la final de la Copa de Rusia en 2003, final que perdió contra el Spartak de Moscú.
Dos años más tarde firma un contrato con el PFC Krylia Sovetov Samara, que pagó 800000 € por su fichaje. Con este club disputa la Copa de la UEFA en la temporada 2005-06. Matthew Booth consiguió llegar a ser el capitán del equipo.
En 2009 regresa de nuevo al Mamelodi Sundowns.
Vida privada
Matthew Booth tiene orígenes europeos, concretamente ingleses; es por esto que tiene doble nacionalidad. En su tiempo libre ejerce como profesor de ciencias del mundo contemporáneo.
Se casó en 2006 con la modelo Sonia Bonneventia. Tiene dos hijos: Nathan Katlego y Noah Neo.

## Selección nacional
Con las categorías inferiores estuvo en la Copa Mundial de Fútbol Juvenil de 1997; Participó en todos los partidos (3). También jugó el Campeonato Juvenil Africano de 1997, llegando a la final, que perdió contra Marruecos (1-0).
Ha sido internacional con la Selección de fútbol de Sudáfrica en 24 ocasiones. Su debut con la camiseta nacional se produjo el 20 de febrero de 1999 en el partido de la Copa COSAFA Sudáfrica 2-1 Botsuana.
Ha participado en la Copa COSAFA en cinco ocasiones: 1999, 2000, 2001, 2002 (Sudáfrica ganó el torneo) y 2005.
Disputó con su país los Juegos Panafricanos de 1999, consiguiendo la medalla de bronce.
Formó parte del combinado nacional que jugó el Torneo masculino de fútbol en los Juegos Olímpicos de Sídney 2000. Matthew Booth jugó los tres encuentros que su equipo disputó en el torneo. 
Jugó la Copa Africana de Naciones 2002 y fue convocado ese mismo año para la Copa Mundial de Fútbol, aunque debido a una lesión de rodilla tuvo que cancelar su participación.
Fue convocado para la Copa FIFA Confederaciones 2009, en donde contribuyó a que su selección consiguiera el cuarto puesto, disputando todos (5) los partidos. En esta competición Matthew Booth fue noticia en muchos medios de comunicación debido a los gritos de la grada (¡Boooth, Boooth, Boooth!) que, en principio, se creía que eran abucheos racistas (Matthew Booth es un jugador blanco), pero luego el propio jugador explicó que los aficionados simplemente corean su nombre, no le abuchean.

### Participaciones en Copas del Mundo
| Mundial                                | Sede      | Resultado    | Partidos | Goles |
| -------------------------------------- | --------- | ------------ | -------- | ----- |
| Copa Mundial de Fútbol Juvenil de 1997 | Malasia   | Primera fase | 3        | 0     |
| Copa Mundial de Fútbol de 2010         | Sudáfrica | Primera fase | 3        | 0     |

### Participaciones en Copas Africanas
| Copa                           | Sede | Resultado        | Partidos | Goles |
| ------------------------------ | ---- | ---------------- | -------- | ----- |
| Copa Africana de Naciones 2002 | Malí | Cuartos de final | 0        | 0     |

### Participaciones en Copas Confederaciones
| Copa                           | Sede      | Resultado    | Partidos | Goles |
| ------------------------------ | --------- | ------------ | -------- | ----- |
| Copa FIFA Confederaciones 2009 | Sudáfrica | Cuarto lugar | 5        | 0     |

### Participaciones en Juegos Olímpicos
| Olimpiada                       | Sede      | Resultado    | Partidos | Goles |
| ------------------------------- | --------- | ------------ | -------- | ----- |
| Juegos Olímpicos de Sídney 2000 | Australia | Primera fase | 3        | 0     |

### Goles internacionales
| # | Fecha      | Lugar                         | Rival  | Gol | Resultado | Competición                |
| - | ---------- | ----------------------------- | ------ | --- | --------- | -------------------------- |
| 1 | 14-07-2001 | Estadio Kings Park, Sudáfrica | Malaui | 1-0 | 2-0       | Clasificación Mundial 2002 |

## Clubes
| Club                  | País       | Año         |
| --------------------- | ---------- | ----------- |
| Ajax Cape Town        | Sudáfrica  | 1996 - 1998 |
| Mamelodi Sundowns     | Sudáfrica  | 1998 - 2001 |
| Wimbledon FC          | Inglaterra | 2001        |
| Mamelodi Sundowns     | Sudáfrica  | 2001 - 2002 |
| Rostov                | Rusia      | 2002 - 2004 |
| Krylia Sovetov Samara | Rusia      | 2004 - 2009 |
| Mamelodi Sundowns     | Sudáfrica  | 2009 - 2011 |
| Ajax Cape Town        | Sudáfrica  | 2011 - 2013 |
| Wits University       | Sudáfrica  | 2013 - 2014 |

## Palmarés

### Campeonatos nacionales
| Título                      | Club              | País      | Año  |
| --------------------------- | ----------------- | --------- | ---- |
| Premier Soccer League       | Mamelodi Sundowns | Sudáfrica | 1999 |
| Rothmans Cup                | Mamelodi Sundowns | Sudáfrica | 1999 |
| Premier Soccer League       | Mamelodi Sundowns | Sudáfrica | 2000 |
| Charity Spectacular Winners | Mamelodi Sundowns | Sudáfrica | 2000 |

### Copas internacionales
| Título      | Club (*)  | País            | Año  |
| ----------- | --------- | --------------- | ---- |
| Copa Cosafa | Sudáfrica | Distintas sedes | 2002 |

(*) Incluyendo la selección